# Dub v Jablonném
Památný dub v Jablonném nad Orlicí se nachází na rozhraní ulic Slezské a Pod Kopečkem za hotelem U Dubu. Jedná se o dub letní. Strom, jehož kmen je nápadný tím, že jeho nízký spodek se podobá obrovské trojnožce,stál původně na svahu. Při úpravě cesty byly obnaženy kořeny, které se časem pokryly kůrou, takže se podobají kmeni. V roce 1909 se místní okrašlovací spolek postaral o očištění kořenů a úpravu místa. Do dubu byla před konzervací vložena listina s tímto textem:
| „                                             | Tento věkovitý dub, který nejméně 800 let čítá, byl co starý na rozcestí stojící veterán zanedbáván a odpadky skla vyplňován, takže sželelo se staroby tak památného stromu v život vstoupivšímu okrašl. spolku, který ujav se ho, vyklidil sklo mezi kořeny naházené, kterého dvě párové fůry byly odvezeny, obezdil jej betonovou ohradou, oplotil železným zábradlím, okrášliv kameny místo tak památného stromu, který se stal nyní ozdobou celého města. | “ |
| — V Jablonném nad Orlicí v měsíci červnu 1909 | |   |

## Základní údaje
- název: Památný dub
- výška: 18 m[2]
- obvod: 580 cm[2]
- věk: asi 900 let[1]